# Chione
Chione је род слановодних морских шкољки из породице Veneridae.

## Врстре
Према WoRMS
- Chione californiensis (Broderip, 1835)
- Chione cancellata (Linnaeus, 1767)
- Chione compta (Broderip, 1835)
- Chione dysera (Linnaeus, 1758)
- Chione elevata (Say, 1822)
- Chione guatulcoensis Hertlein & Strong, 1948
- Chione mazyckii Dall, 1902
- Chione minor Nowell-Usticke, 1969
- Chione pailasana Weisbord, 1964 †
- Chione subimbricata (G. B. Sowerby I, 1835)
- Chione tumens Verrill, 1870
- Chione undatella (G. B. Sowerby I, 1835)

- Chione allisoni Hertlein & Grant, 1972 прихваћен као Chione californiensis (Broderip, 1835)
- Chione ambigua Deshayes, 1853 прихваћен као Eumarcia paupercula (Holten, 1802)
- Chione antiqua (King, 1832) прихваћен као Leukoma antiqua (King, 1832)
- Chione argentina Ihering, 1897 † прихваћен као Ameghinomya argentina (Ihering, 1897) †
- Chione aucklandica Powell, 1932 прихваћен као Austrovenus stutchburyi (W. Wood, 1828)
- Chione calophylla (Philippi, 1836) прихваћен као Placamen lamellatum (Röding, 1798)
- Chione crassitesta Finlay, 1924 прихваћен као Austrovenus stutchburyi (W. Wood, 1828)
- Chione crebra Hutton, 1873 прихваћен као Dosina mactracea (Broderip, 1835)
- Chione despecta Hedley, 1904 прихваћен као Bathycorbis despecta (Hedley, 1904)
- Chione embrithes Melvill & Standen, 1899 прихваћен као Globivenus embrithes (Melvill & Standen, 1899)
- Chione euglypta G.B. Sowerby III, 1914 прихваћен као Leukoma euglypta (G. B. Sowerby III, 1914)
- Chione foliacea (Philippi, 1846) прихваћен као Placamen foliaceum (Philippi, 1846)
- Chione gibbosa Hutton, 1873 прихваћен као Tawera spissa (Deshayes, 1835)
- Chione gibbosula Deshayes, 1854 прихваћен као Chionista fluctifraga (G. B. Sowerby II, 1853)
- Chione gorgona Pilsbry & Olsson, 1941 прихваћен као Lirophora mariae (d'Orbigny, 1846)
- Chione hypopta Sturany, 1899 прихваћен као Timoclea hypopta (Sturany, 1899)
- Chione jamaniana Pilsbry & Olsson, 1941 прихваћен као Chionopsis amathusia (Philippi, 1844)
- Chione kergueleni Tate, 1900 † прихваћен као Paleomarcia kergueleni (Tate, 1900) †
- Chione listeri (J.E. Gray, 1838) прихваћен као Periglypta listeri (J.E. Gray, 1838)
- Chione lordi Baird, 1863 прихваћен као Nutricola lordi (Baird, 1863)
- Chione manabia Pilsbry & Olsson, 1941 прихваћен као Chionopsis gnidia (Broderip & G. B. Sowerby I, 1829)
- Chione marica (Linnaeus, 1758) прихваћен као Timoclea marica (Linnaeus, 1758)
- Chione meridionalis Oldroyd, 1921 прихваћен као Chione compta (Broderip, 1835)
- Chione metodon Pilsbry & Lowe, 1932 прихваћен као Leukoma metodon (Pilsbry & Lowe, 1932)
- Chione micra Pilsbry, 1904 прихваћен као Timoclea micra (Pilsbry, 1904)
- Chione montezuma Pilsbry & Lowe, 1932 прихваћен као Chionopsis pulicaria (Broderip, 1835)
- Chione obliterata Dall, 1902 прихваћен као Lirophora obliterata (Dall, 1902)
- Chione paphia (Linnaeus, 1767) прихваћен као Lirophora paphia (Linnaeus, 1767)
- Chione permagna Tate, 1900 † прихваћен као Frigichione permagna (Tate, 1900) †
- Chione picta Willett, 1944 прихваћен као Chioneryx squamosa (Carpenter, 1857)
- Chione puerpera (Linnaeus, 1771) прихваћен као Periglypta puerpera (Linnaeus, 1771)
- Chione pulchella H. Adams, 1870 прихваћен као Herouvalia pulchella (H. Adams, 1870)
- Chione punctigera (Dautzenberg & H. Fischer, 1906) прихваћен као Clausinella punctigera (Dautzenberg & H. Fischer, 1906)
- Chione purpurissata Dall, 1902 прихваћен као Chionopsis lilacina (Carpenter, 1864)
- Chione recognita (E. A. Smith, 1886) прихваћен као Timoclea subnodulosa (Hanley, 1845)
- Chione recondita E. A. Smith прихваћен као Chione recognita (E. A. Smith, 1886) прихваћен као Timoclea subnodulosa (Hanley, 1845)
- Chione reticulata (Linnaeus, 1758) прихваћен као Periglypta reticulata (Linnaeus, 1758)
- Chione roberti Pritchard, 1906 † прихваћен као Paleomarcia roberti (Pritchard, 1906) †
- Chione ruderata Deshayes, 1853 прихваћен као Leukoma staminea (Conrad, 1837)
- Chione siamensis Lynge, 1909 прихваћен као Timoclea siamensis (Lynge, 1909)
- Chione striatissima (Sowerby II, 1852) прихваћен као Artemis striatissima G. B. Sowerby 1852 прихваћен као Dosinia lucinalis (Lamarck, 1818)
- Chione toreuma (Gould, 1850) прихваћен као Globivenus toreuma (Gould, 1850)
- Chione traftoni Pilsbry & Olsson, 1941 прихваћен као Chionopsis ornatissima (Broderip, 1835)